# Gefangenenzeitung
Gefangenenzeitungen sind Zeitschriften, deren Beiträge von Gefangenen verfasst und von Redaktionen gestaltet werden, deren Mitglieder in Haft leben. Das thematische Spektrum reicht von Kochrezepten und Kreuzworträtseln bis zu Berichten aus dem Alltag der jeweiligen Justizvollzugsanstalt, in denen unter anderem Erwartungen von Gefangenen an einen humanen Strafvollzug formuliert werden. Diese Publikationen werden im Spannungsfeld zwischen (eingeschränkter) Meinungsfreiheit, Bemühungen um Resozialisierung und Sicherheitsinteressen der Gefängnisverwaltungen erstellt. Die Beiträge können zum Teil zur Gefangenenliteratur gezählt werden. Eine Untergruppe der Gefangenenzeitungen sind die Lagerzeitungen für Kriegsgefangene, die besonders im Ersten Weltkrieg in verschiedenen Ländern hergestellt wurden (z. B. Die Insel-Woche, die von deutschen Soldaten im französischen Lager Île Longue in Frankreich 1914–1919 gedruckt wurde).

## Geschichte
Die erste Gefangenenzeitschrift (Forlorn Hope) wurde 1800 von einem Insassen des Schuldgefängnisses von New York City gegründet, ging aber nach sechs Monaten wieder ein. 1883 gründete die Anstaltsleitung des New York State Reformatory in Elmira die Zeitschrift The Summary begründet, an der Gefangene mitarbeiteten. Sie fand viele Nachahmer, sodass in einer der wenigen publizierten Studien aus den USA für das Jahr 1967 weit über 200 Titel gezählt wurden (Baird 1967).
Als erste deutsche Zeitung für Gefangene wurde ab 1901 in Süddeutschland Der gute Freund in Form eines jährlich erscheinenden Kalenders produziert. Ab 1904 erschien zweiwöchentlich Der Kompaß, ebenfalls in Süddeutschland. An diesen und weiteren Druckerzeugnissen wie Blick in die Welt (1921–1935), Welt und Leben (1922–1935) und Der Leuchtturm (1925ff.) wirkten Gefangene nicht mit. Eine Ausnahme bildete Die Brücke, die ab 1928 in der thüringischen Reformanstalt Untermaßfeld produziert und in die Gefangenenselbstverwaltung eingebunden wurde. Sie wurde 1932 eingestellt. In der Zeit des Nationalsozialismus wurde die preußische Publikation Der Leuchtturm zur einzigen Reichsgefangenenzeitung erhoben und ab 1935 in der Herausgeberschaft des Reichsjustizministeriums in den deutschen Gefängnissen und Gefangenenlagern verteilt. Sie sollte der nationalpolitischen Erziehung dienen. Die Mitarbeit von Gefangenen war nicht vorgesehen.
In den USA hatten Gefangenenzeitungen ihre weiteste Verbreitung von 1939 bis 1960; sie sind jedoch seither kaum noch vorhanden. Von den 1950er Jahren an blühte die Gefangenenpresse in Kanada auf. Auch in Deutschland vergrößerte sich deren Zahl nach 1945 (vgl. Joerger 1971; Klein 1992; Kreißl 2007).

## Organisation
So vielfältig das Angebot an diesen Zeitschriften ist, so vielfältig ist auch die Art, wie diese organisiert sind. In einigen wenigen Fällen sind sie von außen organisiert und daher nur eingeschränkt oder gar nicht als Gefangenenzeitschriften im eigentlichen Sinn anzusehen. In diese Kategorie fiel der „Aufschluss“ in Leipzig, den der AK Resozialisierung e. V. herausgab. Diese zeitschrift wurde 2024 eingestellt.
Weitaus häufiger sind solche Gefangenenzeitschriften, die von Gefangenen für Gefangene erstellt werden und nur zusätzlich einen (begrenzten) Leserkreis auch außerhalb der Justizvollzugsanstalt finden. Hier muss unterschieden werden zwischen Blättern, die von den Gefangenen nahezu selbstständig geführt werden und solchen, die von der JVA mitbestimmt werden. Zwischen diesen beiden Bereichen gibt es viele Abstufungen, die von einer Zusammenarbeit mit einem dafür abgestellten JVA-Mitarbeiter bis zur Inhaltskontrolle durch die Anstaltsleitung (namentlich in deren Rolle der Herausgeberin) reichen kann.
Manch eine Gefangenenzeitschrift (z. B. „Der Riegel“, Dresden) hat externe Unterstützer, namentlich in Form eines Vereins, der für die Verbindung zur Öffentlichkeit, für die Einwerbung von Spenden, eventuell auch für die Anzeigenverwaltung etc. zuständig sein kann.
Die Gefangenenzeitung der JVA Herford („Popshop“) wird seit ihrer Gründung von Gefangenen und Schülern von „draußen“ gemeinsam erstellt.

## Pressefreiheit und Zensur
Die weitaus meisten Periodika dieser Art unterliegen dem Anstaltsrecht. Das Presserecht gilt damit nur zum Teil. Für die Mitarbeiter sind sie deshalb „zensiert und abhängig“. Es findet eine Vorzensur durch den verantwortlichen Beamten statt, die dazu führen kann, dass einzelne Artikel nicht zum Druck freigegeben werden. Nur wenige Redaktionen (z. B. Der Lichtblick, Berlin) verfügen über ein Redaktionsstatut, das ihnen ein gewisses Maß an interner Pressefreiheit zusichert. Dies ist keine Garantie gegen Zensur, da die Anstalt in ihrer starken Stellung als Drucker bzw. Eigentümer oder Verleger das Erscheinen „ihrer“ Gefangenenzeitschrift jederzeit verhindern kann.

## Alte und Neue Medien
Das äußere Erscheinungsbild der Gefangenenpresse ist durch große Vielfalt gekennzeichnet. Viele Gefangenenzeitschriften werden noch mit der mechanischen Schreibmaschine geschrieben und mittels Kopierer vervielfältigt, eine zunehmende Zahl wird jedoch mithilfe von Speicherschreibmaschinen oder auf PCs hergestellt. Diese Vielfalt bietet jedoch auch Chancen. Das eine (die modern ausgestattete Redaktion) wie auch das andere Extrem (die mit einfachsten Mittel agierenden Redakteure) zeigen auf je eigene Art das Engagement und den Einsatz, eine Zeitschrift herauszubringen.
Einige Anstalten erlauben den Redaktionen, die Möglichkeiten der neuen Medien aufzugreifen und eine Internetpräsenz zu haben. Da Gefangene normalerweise keinen Zugang zum Internet haben, wendet sich diese Publikationsform ausschließlich an eine externe Leserschaft, dient also der Öffentlichkeitsarbeit.

## Verbreitung
Abgesehen von Deutschland und einigen Blättern in Österreich scheint es in anderen europäischen Ländern kaum Gefangenenzeitschriften zu geben.

### Deutschland
Gegenwärtig arbeiten rund 60 Redaktionen in bundesdeutschen Haftanstalten, Gefangenenblätter gibt es vor allem im Bereich des Strafvollzugs bei erwachsenen Männern. Im Jugendvollzug sind zurzeit keine Zeitschriften mit Ausnahme der Zeitschrift „Popshop“ der JVA Herford, die in Kooperation mit jugendlichen Redakteuren von „draußen“ entsteht, bekannt, allenfalls haben einige Anstalten, wie gegenwärtig der Diskus 70 in Bremen, eine Jugendredaktion. Im Frauenstrafvollzug (nur Chemnitz, Schwäbisch Gmünd & Vechta), im Maßregelvollzug (LKH Haldem, LKH Moringen, LKH Lippstadt) und erst recht in der Untersuchungshaft (Oldenburg) sind Gefangenenblätter vergleichsweise selten. In U-Haft, Jugend- und Frauenstrafvollzug mag eine Ursache dafür sein, dass die Haftzeiten oft sehr kurz sind und eine Mitarbeit in der Redaktion mithin nicht lohnend erscheint. Bei weiblichen Gefangenen mag hinzukommen, dass die Haftanstalten eher klein sind und so aus verschiedenen Gründen (Kosten, wenig Leserschaft) der Aufwand gescheut wird.
Manche Gefangenenzeitschriften sind ausschließlich intern zugelassen und werden nicht außerhalb der Anstalten verbreitet. Das gilt für sämtliche Ausgaben in Bayern, zum Beispiel Allmächt (Nürnberg) und Aichach-live (Aichach).

### Österreich
Mindestens im Jahre 2007 hat es in Österreich vier Gefangenenzeitschriften gegeben
- Der Insider (Justizanstalt Graz-Karlau[9])
- Blickpunkte (Sonderanstalt Mittersteig, Wien) bis 2005: Mittersteig-News
- und zwei weitere ungenannte Zeitschriften in Salzburg und im Frauengefängnis Schwarzau

### Nordamerika
Eine der wenigen in den USA vorhandenen Gefangenenzeitschriften sind die „San Quentin News“. Sie wurden zwar schon 1940 als gelegentlich erscheinendes Mitteilungsblatt ins Leben gerufen, entwickelten sich aber erst seit 2008 zu einem landesweit beachteten Organ. Im Februar 2014 wurde sie mit dem „James Madison Freedom of Information Award“ ausgezeichnet. Das Blatt wird von 15 gefangenen Mitarbeitern hergestellt. Sie erscheint monatlich in einer Auflage von 11.500 Exemplaren. Ein Abonnement kostet 40 Dollar pro Jahr; die Insassen von San Quentin und von 17 weiteren kalifornischen Anstalten erhalten die Zeitschrift gratis (weitere Anstalten sollen einbezogen werden).
Eine Besonderheit ist das kanadische Journal of Prisoners on Prisons, das seit 1988 auf Englisch erscheint. Hier werden akademische, literarische und politische Beiträge publiziert, die von Gefangenen oder ehemaligen Gefangenen verfasst werden und vor der Veröffentlichung einen Peer-Review durchlaufen. Dann werden sie von einer Non-Profit-Organisation auf den Markt gebracht und wie Zeitschriften im Web oder über ein Abonnement als Printausgaben verkauft.

## Zurzeit bekannte Zeitschriften (Deutschland)
- Abfahrt (JSA Ichtershausen)
- AACHENER printe (JVA Aachen)
- ACHTUNG (JVA Wriezen)
- ALCATRAZ (JVA Wolfenbüttel)
- Aufschluss (JVA Köln)
- Aufschluss (JVA Torgau)
- Auszeit (JVA Goldlauter)
- AUS-zeit (JVA Hamm)
- blickpunkt (JVA Fuhlsbüttel)
- Burggeist (JVA Untermaßfeld)
- das Schloss (JVA Schwalmstadt)
- Das SIEB (JVA Detmold)
- Das Sprachrohr (JVA Dortmund)
- Der Lichtblick (JVA Tegel)
- Der Riegel (JVA Dresden)
- Der Weg (JVA Diez)
- Die Bremse (JVA Neubrandenburg)
- Die Klette (JVA Mannheim)
- Die weis(s)e Frau (JVA Schwäbisch Gmünd)
- Die Zeitlos (JVA Fulda)
- DISKUS 70 (JVA Bremen)
- Durchblick (JVA Münster)
- EINBLICK (JVA Hünfeld)
- Einzeller (JVA Waldheim)
- FIDELIO (JVA Bützow)
- FUCHSBAU (JVA Waldeck)
- Gitterpost (JVA Zwickau)
- Gitter weg (JVA Plötzensee)
- Haftleben (JVA Chemnitz)
- Haftnotiz (JVA Tonna)
- HAUSPOST (JVA Werl)
- Horizonte (JVA Kaisheim)
- INFO Blatt (JVA Lingen-Damaschke)
- JAILY NEWS (JVA Kleve)
- JAILMAILER (JSA Regis-Breitingen)
- Popshop (JVA Herford)
- Kassiber (JVA Remscheid)
- Proreo (JVA Saarbrücken)
- Posaune (JVA Geldern)
- SÄGEBLATT (Justizvollzugsanstalt Gelsenkirchen)
- Zensierte Zeithainer Zeitung (JVA Zeithain)
- ZELLSTOFF (1990/91-2011 RIFIFI) (Justizvollzugsanstalt Uelzen)
- Mauersegler BKH Moringen
- Mauerlos (JVA Bielefeld-Senne)

## Externe Zeitschriften
- Gefangeneninfo (GI) Zeitschrift des Netzwerk Freiheit für alle politischen Gefangenen
- Outbreak, Zeitschrift der Gefangenen-Gewerkschaft/Bundesweite Organisation